# منتخب جمهورية التشيك لكرة السلة للسيدات
منتخب جمهورية التشيك الوطني لكرة السلة للسيدات هو المنتخب الذي يمثل جمهورية التشيك في منافسات كرة السلة الدولية للنساء، والذي يقوم إتحاد جمهورية التشيك لكرة السلة بإدارة شؤونه، يعتبر من أقوى منتخبات أوروبا في كرة السلة حيث تمكن من الفوز ببطولة أوروبا لكرة السلة في سنة 2005، وفاز بمركز الوصيف في كأس العالم لكرة السلة للنساء في سنة 2010، يحتل حالياً المركز الخامس في تصنيف فيبا لكرة السلة.

## وصلات خارجية
- الموقع الرسمي